# 南铁送场站
南鐵送場站（：／ Namcheolsongjang yeok */?）是位于韩国釜山江西区天加洞加德岛的一座鐵路站，属于釜山新港线（新港南线）。

## 历史
- 2013年1月31日 - 落成使用[1]。

## 相鄰車站
韓國鐵道公社
釜山新港線
釜山新港－南鐵送場